# Merrill Pye
Merrill Pye (* 14. August 1902 in Bismarck, North Dakota; † 17. November 1975 in Hollywood, Kalifornien) war ein US-amerikanischer Szenenbildner.

## Leben
Merrill Pye begann seine Karriere ab 1925 bei Metro-Goldwyn-Mayer (MGM) mit Stummfilmen wie Sally, Irene and Mary, Fluten der Leidenschaft oder Annie Laurie – Ein Heldenlied im Hochland. In den 1930er und 1940er Jahren war er für das Szenenbild viele der Filme von MGM verantwortlich. Allerdings war das oft nicht im Abspann der Filme nachzulesen, da Cedric Gibbons vertraglich zugesichert worden war, in allen Filmen von MGM als Verantwortlicher angegeben zu werden, ganz egal, wie viel er für den Film getan hatte. Besonders bei vielen Tanzfilmen wurde Pye daher stattdessen unter Musical presentation genannt, obgleich er nichts mit der Musik zu tun hatte. In Broadway-Melody 1950 führte er auch Regie in einer der Tanzeinlagen. Nach dem Krieg war er für das Szenenbild in Filmen wie Arena, Der scharlachrote Rock, Die erste Kugel trifft oder vor allem Der unsichtbare Dritte verantwortlich. Ab Ende der 1950er Jahre arbeitete er auch für Fernsehserien wie Twilight Zone, The Eleventh Hour, Solo für O.N.C.E.L. oder Der Geist und Mrs. Muir.
Merrill Pye war nacheinander mit den Schauspielerinnen Patricia Avery, Mary Halsey, Natalie Draper und Doris Simons verheiratet.

## Filmografie (Auswahl)
- 1925: Sally, Irene and Mary
- 1926: Monte Carlo
- 1926: Fluten der Leidenschaft (Torrent)
- 1926: Paris
- 1927: The Red Mill
- 1927: Annie Laurie – Ein Heldenlied im Hochland (Annie Laurie)
- 1927: Mann-Weib-Sünde (Man, Woman and Sin)
- 1928: Die goldene Hölle (The Trail of ’98)
- 1932: Freaks
- 1933: Ganovenbraut (Hold Your Man)
- 1933: Die Hafen-Annie (Tugboat Annie)
- 1933: Sexbombe (Bombshell)
- 1933: Ich tanze nur für Dich (Dancing Lady)
- 1933: Going Hollywood
- 1935: Wo die Liebe hinfällt (I Live My Life)
- 1935: David Copperfield
- 1935: Broadway-Melodie 1936 (Broadway Melody of 1936)
- 1936: Der große Ziegfeld (The Great Ziegfeld)
- 1939: Tanz auf dem Eis (The Ice Follies of 1939)
- 1939: Musik ist unsere Welt (Babes in Arms)
- 1941: Lady Be Good
- 1941: The Chocolate Soldier
- 1942: For Me and My Gal
- 1943: Der Tolpatsch und die Schöne (I Dood It)
- 1943: Girl Crazy
- 1943: Du Barry Was a Lady
- 1944: Badende Venus (Bathing Beauty)
- 1945: Broadway Melodie 1950 (Ziegfeld Follies)
- 1953: Arena
- 1954: Rose Marie
- 1955: Der scharlachrote Rock (The Scarlet Coat)
- 1956: Die letzte Jagd (The Last Hunt)
- 1956: Die erste Kugel trifft (The Fastest Gun Alive)
- 1956: Anklage: Hochverrat (The Rack)
- 1957: Die Spur des Gangsters (Hot Summer Night)
- 1957: Schlucht des Verderbens (Gun Glory)
- 1957: SOS Raumschiff (The Invisible Boy)
- 1958: The Thin Man (Fernsehserie, 4 Folgen)
- 1958–1959: Northwest Passage (Fernsehserie, 12 Folgen)
- 1959: Der unsichtbare Dritte (North by Northwest)
- 1959–1961: The Lawless Years (Fernsehserie, 38 Folgen)
- 1960: Outlaws (Fernsehserie, Folge 1x04)
- 1960–1962: Twilight Zone (The Twilight Zone, Fernsehserie, 20 Folgen)
- 1961–1962: Dr. Kildare (Fernsehserie, 2 Folgen)
- 1962–1963: The Eleventh Hour (Fernsehserie, 32 Folgen)
- 1964–1965: Solo für O.N.C.E.L. (The Man from U.N.C.L.E., Fernsehserie, 37 Folgen)
- 1968: Die sechs Verdächtigen (The Power)
- 1969: Der Geist und Mrs. Muir (The Ghost & Mrs. Muir, Fernsehserie, 10 Folgen)

## Auszeichnungen
Bei der Oscarverleihung 1960 war Merrill Pye in der Kategorie Bestes Szenenbild (Farbe) zusammen mit William A. Horning, Robert F. Boyle, Henry Grace und Frank R. McKelvy für Der unsichtbare Dritte nominiert. Der Preis ging jedoch an Ben Hur.
Außerdem war er zweimal für den Emmy nominiert. 1963 in der Kategorie Beste künstlerische Regie und Szenengestaltung zusammen mit George W. Davis für The Eleventh Hour (der Preis ging an Disneyland) und 1966 in der Kategorie Beste künstlerische Regie zusammen mit George W. Davis und James W. Sullivan für Solo für O.N.C.E.L., wobei der Preis an The Hollywood Palace ging.